# Luca Antonini
Pour les articles homonymes, voir Antonini.
Luca Antonini, né le 4 août 1982 à Milan, Province de Milan située dans la région Lombardie en Italie, est un ancien footballeur italien qui évoluait au poste de défenseur central.

## Carrière

### Club

#### Débuts de carrière
Luca Antonini entame sa carrière et sa formation à l'AC Milan, à l'origine en tant que milieu de terrain, jouant pendant onze années dans ses équipes de jeunes. Lors de la saison 2001-2002, il débute sa première expérience au niveau professionnel avec un premier prêt en Toscane à l'AC Prato, évoluant alors en Serie C2, il collecte 26 apparitions et marque notamment ses trois premières réalisations. Lors de l'exercice suivant, il s'ensuit un nouvel emprunt de la part du club lombard à l'écurie d'Ancône dans la région des Marches, en Serie B, sa première expérience en seconde division, s'avère solide, notamment la seconde partie de la saison 2002-2003, se concluant par une réalisation supplémentaire, conséquence que sa contribution se révèle significatif, les Dorici sont promus en Serie A. Il y jouera par ailleurs ses premiers matchs de Coupe d'Italie, participant au saillant parcours de l'équipe jusqu'en huitième de finale et une élimination contre l'AC Milan, prochain lauréat de cette édition.

#### Sampdoria (2003-2004)
À l'intersaison de 2003, Luca s'installe en Ligurie, plus précisément à Gênes avec l'équipe de l'UC Sampdoria, sous forme de copropriété avec les Rossoneri et les Blucerchiati. Toutefois, sous la houlette de Walter Novellino, il ne joue rarement, servant principalement comme doublure à Andrea Gasbarroni en tant que ailier gauche, néanmoins il fait ses premiers débuts dans l'élite italienne, le 14 décembre, lors d'un déplacement à l'extérieur, au Stadio Renato-Curi, face au Perugia Calcio (3-3) et n'illumine seulement sa saison par un but en Coupe d'Italie à l'encontre de l'Aurora Pro Patria, avant de n'être écarté de l'épreuve, en répétition à l'année passée, par l'AC Milan au stade des huitièmes de finale.

#### Divers prêts (2004-2007)
Concluant l'exercice précédent sur une saison quasiment blanche, il retourne pour une seconde expérience en Serie B, en étant tout d'abord prêté au Canarini du Modena FC durant la période du mercato estival de la saison 2004-2005 à venir. Sa première partie de la compétition se montre positif, malgré cela il transfuge de club à la phase hivernal pour l'AC Arezzo, en région Toscane, théâtre de sa première expérience footballistique professionnel. Ce nouveau essai se conclura de manière excellente, devenu titulaire régulier au sein des Amaranto, accumulant au total 39 apparitions pour trois buts, adhérant finalement à sa poursuite de temps de jeu et d'expérience supplémentaire.
Été 2006, année de ses 24 ans, Antonini est transvasé à l'AC Siena pour son quatrième prêt consécutif et sa deuxième aventure en Serie A depuis l'indivis faite entre l'UC Sampdoria et l'AC Milan. Cette saison, sera un succès et sera la plus concluante et complète de sa jeune carrière à la clôture de l'année 2007, marquant notamment par trois fois, en particulier sa première réalisation ayant lieu à domicile, le 26 novembre, à l'occasion de la 13e journée du Calcio face à l'ACF Fiorentina (1-1) au Stadio Artemio Franchi.

#### Empoli FC (2007-2008)
Avant le début effective de la saison 2007-2008, le Milan récupère la totalité du contrat du joueur et l'envoie du côté de la Florence, avec les Azzurri de l'Empoli FC en compagnie de son ancien et futur coéquipier en club, Ignazio Abate émanant également du secteur des Jeunes milanais disposé à Milanello, toujours dans une nouvelle copropriété instauré entre le club lombard et le club florentin, sous la coupe de Luigi Cagni qui sera notamment remplacé en cours de saison au poste d'entraîneur avant d'y être reconduit.
Antonini effectue néanmoins ses débuts en compétitions européennes, le 20 septembre 2007 en Ligue Europa, face au FC Zurich (2-1), inscrivant un but sur penalty.
En dépit d'une rétrogradation de l'équipe en fin d'exercice, il démontre une grande polyvalence, ce qui constituera une année charnière pour lui et sa prochaine définition et désignation technique sur le terrain avec un replacement plus bas par le Veronesi Alberto Malesani, alors intérimaire sur le banc, qui le déploie et le fait devenir un latéral gauche à part entière, en premier lieu pour amorcer les absences à ce poste de Vittorio Tosto et d'Andrea Raggi avant de l'introniser titulaire indiscutable, dénotant par ailleurs sa capacité à pouvoir s'aligner à n'importe quel positionnement sur son flanc et à l'occuper dans sa totalité, malgré la nouvelle introspection du Bresciani, Luigi Cagni et des nombreux tumultes et instabilités qui eut lieu en cours de saison, il subsistera une des rares satisfaction de la squadra.

#### Retour à l'AC Milan
Le 9 juin 2008, est la date de son retour définitif au Milan, sur la base de l'acquisition totale de son contrat de joueur, ainsi que de l'échange à titre entier de la propriété du joueur italien, Lino Marzorati au club toscan, également codétenu entre ces derniers et le club lombard.
Son retour lors de la saison 2008-2009 s'avère délicat, alors entrainé par Carlo Ancelotti, il n'est utilisé que de manière sporadique, restant simple suppléant de Marek Jankulovski et subséquemment de Gianluca Zambrotta, en raison des divers insuffisances et blessures de ce premier, ne prenant finalement part qu'à 11 rencontres de Serie A.

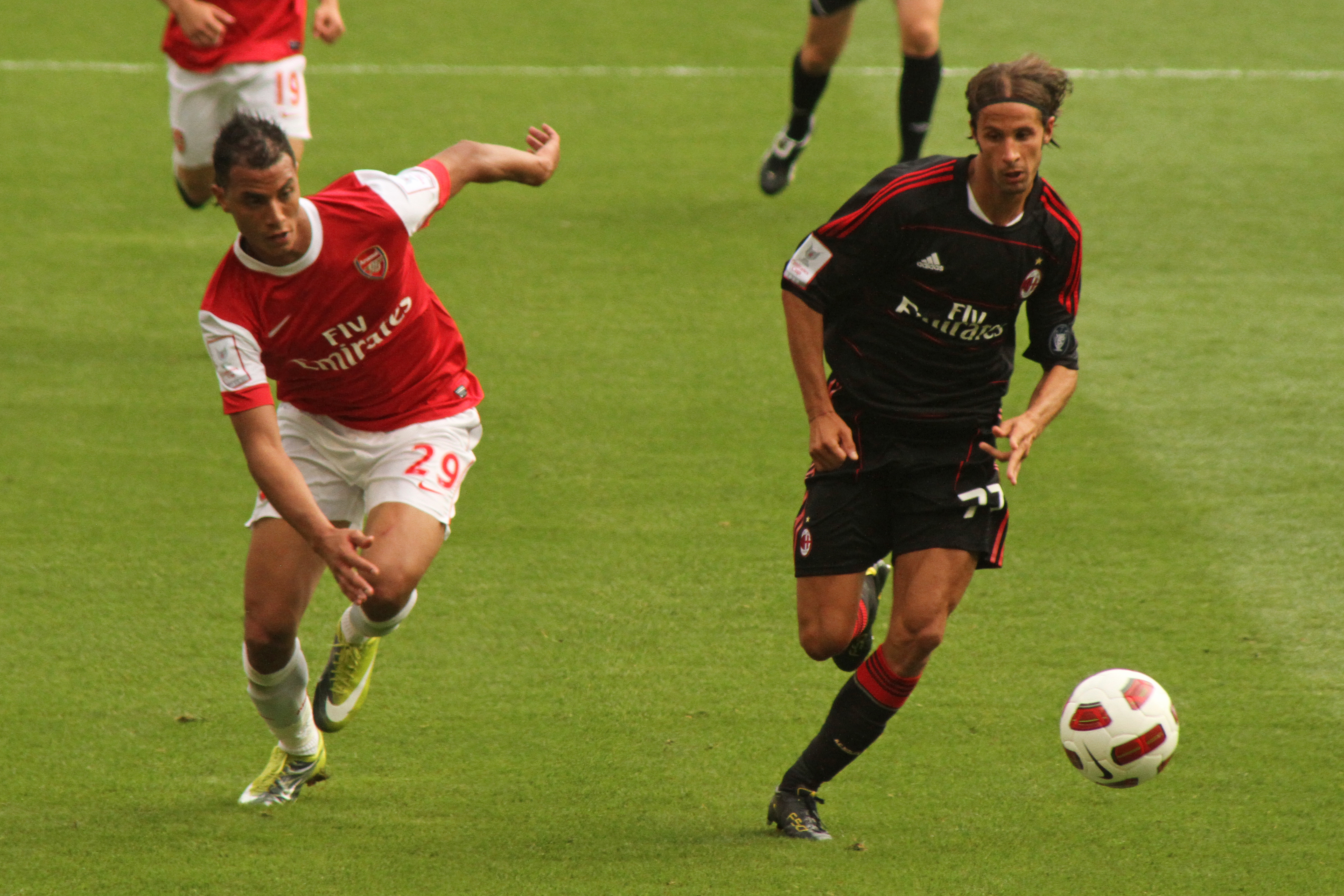
Luca Antonini (à droite) en action face à Marouane Chamakh et Arsenal FC, à l'occasion de l'Emirates Cup 2010.

La campagne de 2009-2010 est principalement imprégnée des départs de l'emblématique capitaine, Paolo Maldini pour sa retraite footballistique, du Mister italien, Carlo Ancelotti pour le banc du Chelsea Football Club et de leur Fuoriclasse brésilien, Kaká pour les Galacticos du Real Madrid C.F., tout en étant rythmée par la réapparition du Milan AC en Ligue des champions à la suite d'une année purgé en Coupe de l'UEFA et de l'arrivée du débutant Leonardo à la suite de son prédécesseur italien. Le Brésilien, à l'origine ne considère pas le joueur comme un titulaire viable pour le poste de latéral gauche capable de supplanter la hiérarchie mise en place à ce positionnement précis, en continuité de la saison dernière.
Il y fera malgré tout ses premiers pas en Ligue des champions, le 8 décembre 2009, participant à la confrontation face au FC Zurich au stade du Letzigrund, cette même équipe qui assistait à ses débuts en Coupe d'Europe et à son premier but, à l'époque de son évolution sous les couleurs de l'Empoli FC.
Cependant, la saison du club est tronquée par d'innombrables forfaits, en particulier ceux des internationaux tchèque et italien, respectivement, Marek Jankulovski et Gianluca Zambrotta, qui incite le Brésilien à démettre Antonini de son statut d'immuable joker et à lui confier le flanc gauche, il s'était déjà distingué en n'ayant par surcroit eu une remarquable complémentarité avec Ronaldinho lors de ces quelques apparitions en Coupe d'Europe. Luca saisi ainsi sa seule et réel opportunité qui lui est promise pour s'installer durablement et converti ses prestations constantes et de qualités par la confiance de Leonardo et une place de titulaire inamovible, il couronne sa saison en étant un des hommes fort de l'exercice milanais. Le point d'orgue de son accomplissement personnel sur le terrain subvient lors de l'affrontement aller des huitièmes de finale à San Siro de la Ligue des champions, face à Manchester United (2-3), réalisant une prestation de haute volée, caractérisé par des montées incisives, des récupérations décisives et d'une réalisation raté de peu, elle en découlera sa rencontre de référence avant de ne devoir sortir sur blessure, faits tournant du match, conclusion de son influence et de son implication durant la partie.
Le 15 mai 2010, date de l'ultime journée du Championnat d'Italie, il célèbre sa première réalisation sous le maillot rossonero face la Juventus FC (3-0), rencontre se déroulant à domicile à San Siro.
À l'abord de la saison 2010-2011, Luca Antonini pour sa troisième saison consécutif sous les couleurs de son club formateur, y connaît son troisième entraîneur, en la personne de Massimiliano Allegri, en renouvellement de Leonardo, non reconduit et évincé à la suite de certaines discordances avec le propriétaire et président du club, Silvio Berlusconi.
Son contrat actuel accourt jusqu'au 30 juin 2014, sa durée actuelle a été négociée et acceptée à l'issue de la saison 2009-2010.

#### Transfert au Genoa CFC
Le 31 août 2013, il transfuge d'équipe, en échange du milieu de terrain slovène, Valter Birsa.

### Équipe nationale
Luca Antonini entre dans la sélection nationale italienne avec une première approche dans les catégories des Under 17 en 1999, jouant sa première et sa seule sélection dans cette classe d'âge, un match amical face aux Rougets Suisse (1-2). Côtoyant toujours les équipes jeunes les années suivantes, il participe en Under 18, entre 1999 et 2001 à quatre rencontres supplémentaires dont deux en 2000 comptant pour la phase qualificative du Championnat d'Europe de football des moins de 19 ans de 2001 ayant lieu en Pologne et à deux autres parties amicales en 2001, face aux Pays-Bas (0-3) et à l'Allemagne (3-2).
Ce n'est que neuf années plus tard, le 6 août 2010, que le joueur obtient sa première convocation en Nazionale par Cesare Prandelli alors tous juste instauré sélectionneur de l'Équipe d'Italie pour le match amical face à la Côte d'Ivoire du français François Zahoui, du 10 août 2010, il n'entre toutefois pas en jeu, restant seulement un remplaçant lors de cette confrontation qui se soldera par une défaite (0-1).

## Statistiques
| Equipes        | Saisons        | Championnat National | Championnat National | Coupes National | Coupes National | Coupes d'Europe1 | Coupes d'Europe1 | Autres Tournois2 | Autres Tournois2 | Total | Total |
| Equipes        | Saisons        | Apps                 | Goals                | Apps            | Goals           | Apps             | Goals            | Apps             | Goals            | Apps  | Goals |
| -------------- | -------------- | -------------------- | -------------------- | --------------- | --------------- | ---------------- | ---------------- | ---------------- | ---------------- | ----- | ----- |
| AC Milan       | 2000/2001      | 0                    | 0                    | 0               | 0               | 0                | 0                | –                | –                | 0     | 0     |
| AC Prato       | 2001/2002      | 26                   | 3                    | 0               | 0               | –                | –                | 4                | 0                | 30    | 3     |
| AC Ancona      | 2002/2003      | 17                   | 1                    | 2               | 0               | –                | –                | –                | –                | 19    | 1     |
| UC Sampdoria   | 2003/2004      | 3                    | 0                    | 4               | 1               | –                | –                | –                | –                | 7     | 1     |
| Modena FC      | 2004/2005      | 15                   | 1                    | 0               | 0               | –                | –                | –                | –                | 15    | 1     |
| Pescara Calcio | 2005           | 22                   | 3                    | 0               | 0               | –                | –                | –                | –                | 22    | 3     |
| AC Arezzo      | 2005/2006      | 39                   | 3                    | 1               | 0               | –                | –                | –                | –                | 40    | 3     |
| AC Siena       | 2006/2007      | 32                   | 3                    | 2               | 0               | –                | –                | –                | –                | 34    | 3     |
| Empoli FC      | 2007/2008      | 32                   | 0                    | 2               | 1               | 2                | 1                | –                | –                | 36    | 2     |
| AC Milan       | 2008/2009      | 11                   | 0                    | 1               | 0               | 6                | 0                | –                | –                | 18    | 0     |
| AC Milan       | 2009/2010      | 22                   | 1                    | 1               | 0               | 2                | 0                | –                | –                | 25    | 1     |
| AC Milan       | 2010/2011      | 22                   | 0                    | 4               | 0               | 6                | 0                | –                | –                | 32    | 0     |
| AC Milan       | 2011/2012      | 20                   | 0                    | 3               | 0               | 4                | 0                | –                | –                | 27    | 0     |
| AC Milan       | 2012/2013      | 6                    | 0                    | 1               | 0               | 2                | 0                | –                | –                | 9     | 0     |
| AC Milan       | Total          | 81                   | 1                    | 10              | 0               | 20               | 0                | 0                | 0                | 111   | 1     |
| Total carrière | Total carrière | 267                  | 15                   | 21              | 2               | 22               | 1                | 4                | 0                | 314   | 18    |

1Compétitions européennes comprenant la Ligue des champions de l'UEFA et la Ligue Europa de l'UEFA

2Autres tournois comprenant la Coupe d'Italie de Serie C

## Caractéristique technique
Régulier, rapide, décisif, trois mots qui dépeignent le joueur. Polyvalent, il n'éprouve aucune difficulté à jouer à divers positionnement sur le terrain en particulier sur la totalité de son couloir gauche. Sa polyvalence lui permet un replacement plus reculé ou plus avancé, ayant cette capacité à prendre son couloir et à le verrouiller face à des adversaires direct.

## Vie personnelle
Luca Antonini est marié à Benedetta Balleggi, qu'il rencontre à l'époque de son prêt dans la ville de Prato et avec qui il a par la suite deux filles, Sofia Vittoria et Viola Maria, cette dernière, cadette des deux, est née le 22 mars 2010.

## Palmarès

### Club

#### AC Milan
- Trophée Luigi Berlusconi (1)
  - Vainqueur : 2008, 2009 et 2011

- Championnat d'Italie (1) :
  - Vainqueur : 2011